# Caserne Lobau
La caserne Lobau est une ancienne caserne située à Paris, dans le 4e arrondissement.

## Situation
La caserne est délimitée :
- au nord, par la place Saint-Gervais ;
- l'est par la rue de Brosse ;
- au sud par la quai de l'Hôtel-de-Ville ;
- à l'ouest, par la rue de Lobau.

## Historique
La caserne Lobau est édifiée en 1861 sur les plans de l’architecte Louis-Adolphe Janvier pour faire pendant à la caserne Napoléon édifiée au nord de la place Saint-Gervais en 1852-1854.

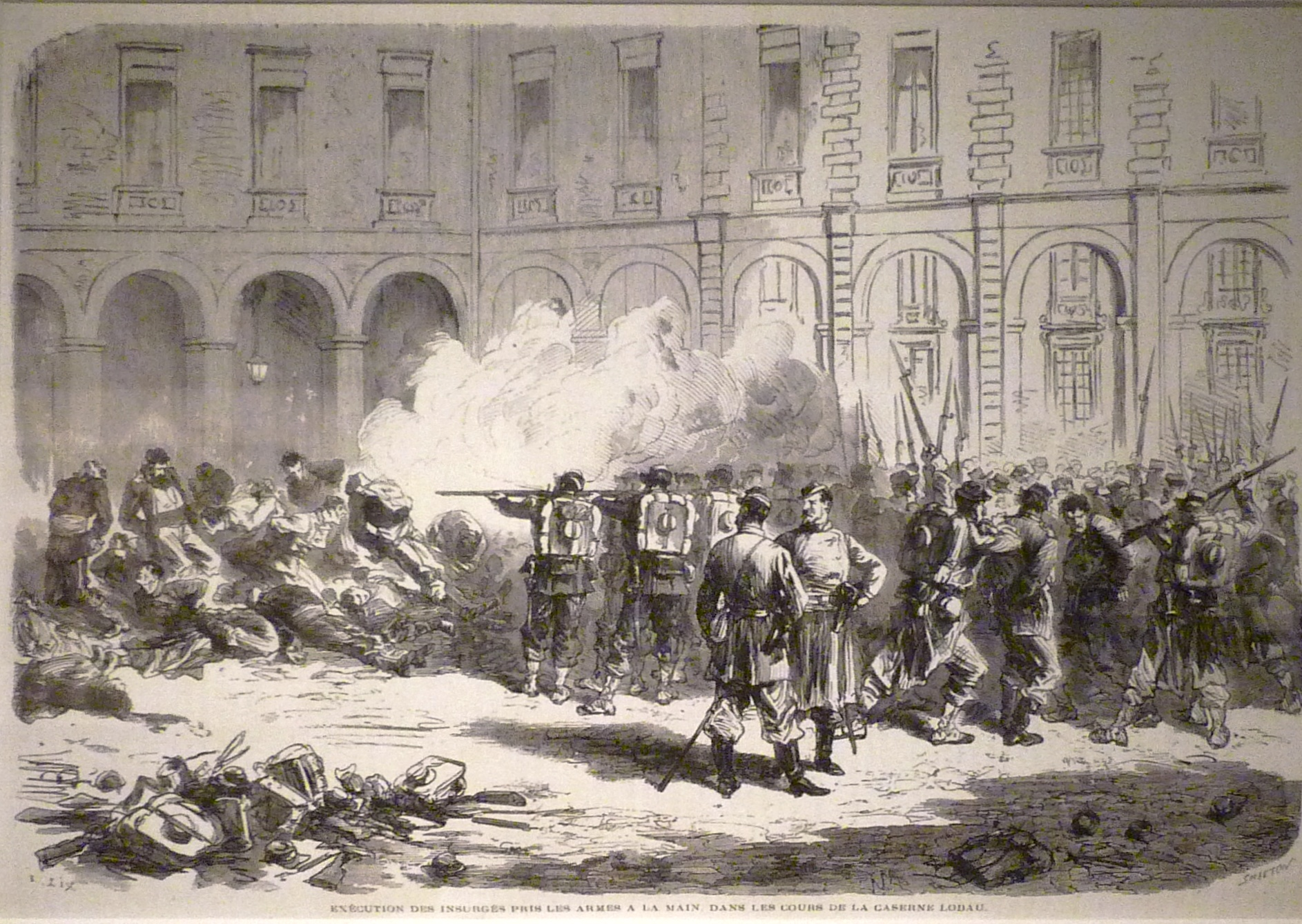
Exécution en masse des communards capturés dans les cours de la caserne.

Lors de la répression de la Semaine sanglante qui marque la fin de la Commune de Paris, une cour martiale destinée à juger rapidement les communards, ou suspects de l'être, est réunie du 24 au 29 mai 1871 au théâtre du Châtelet. Les condamnés à mort sont dirigés vers la caserne Lobau et, aussitôt arrivés, ils sont fusillés dans ces lieux de façon sommaire. Les exécutions durent sans discontinuer cinq jours. Les estimations du nombre de fusillés vont de 2 000 à 3 000 personnes. Les cadavres sont rapidement enterrés dans les squares environnants fermés au public. Dans L'Année terrible, Victor Hugo écrit : « Un bruit lugubre emplit la caserne Lobau : c'est le tonnerre ouvrant et fermant le tombeau ».

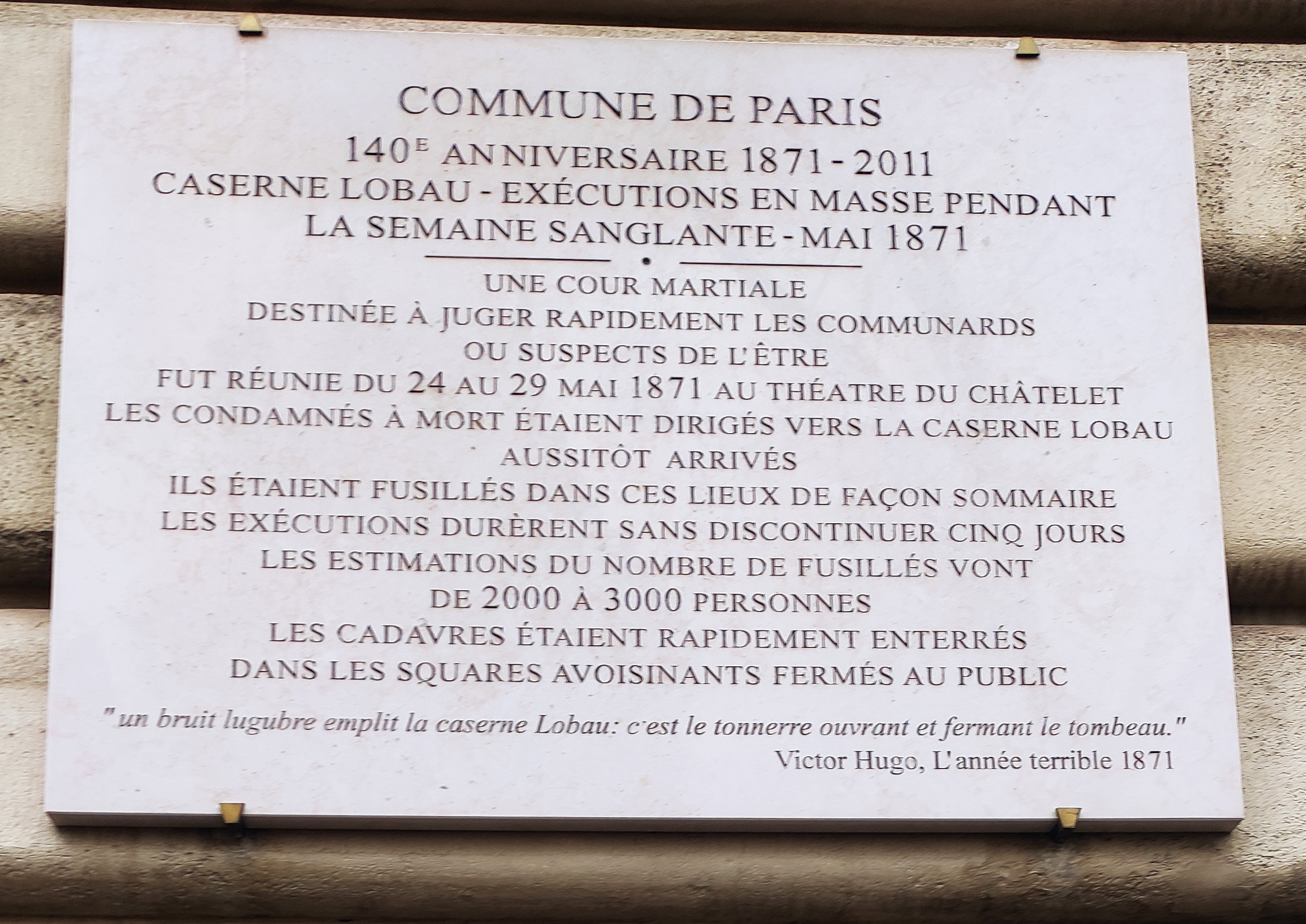
Plaque pour le 140e anniversaire des exécutions à la caserne Lobau en mai 1871.

En 1885, la caserne Lobau revient à la Ville de Paris.
Le 15 mars 1892, Théodule Meunier, un militant anarchiste de l'Ère des attentats (1892-1894), commet l'un des premiers attentats de la période en attaquant la caserne. Il ne tue ni ne blesse personne mais provoque des dégâts matériels autour de l'explosion avant de parvenir à s'enfuir,.

## Postérité
Le 25 mai 2011, une plaque commémorative est apposée sur un mur de la caserne pour commémorer les morts de la Semaine sanglante. Elle est inaugurée par Catherine Vieu-Charrier, adjointe au maire de Paris.